# Wassili Fjodorowitsch Saltykow

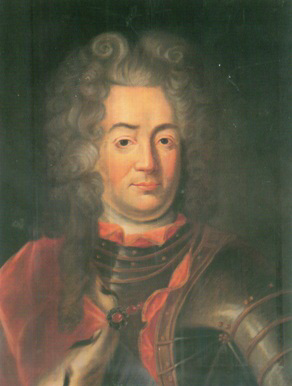
Wassili Fjodorowitsch Saltykow

Wassili Fjodorowitsch Saltykow (russisch Василий Фёдорович Салтыков) (* um 1675; † um 1751) war ein russischer Staatsmann, Generalleutnant und Generalgouverneur von Moskau.

## Leben
Seine Eltern waren Fjodor Petrowitsch Saltykow und Anna Wassiljewna Golizyna. Seine Schwester Praskowja Fjodorowna Saltykowa heiratete Zar Iwan V., den Halbbruder Peter des Großen. Wassili Fjodorowitsch Saltykow war zunächst Mitglied des Gardekavallerieregimentes und scheint bis zum Tode des Zaren Peter II. keine große Stellung innegehabt zu haben. Nach der Machtübernahme seiner Nichte Anna Iwanowna bekleidete Saltykow vom 6. März 1730 bis zum 5. Oktober 1730 das Amt des Generalgouverneurs bzw. Stadtoberhauptes von Moskau und vom 31. Dezember 1741 bis zum 6. Januar 1751 (mit Unterbrechung) ein weiteres Mal.
Von 1731 bis 1734 wurde Saltykow mit dem Chefposten der Generalpolizei von Moskau und Sankt Petersburg betraut. 1732 erfolgte seine Beförderung zum Generalleutnant und Generaladjutanten. 1740 von der Regentin Anna Leopoldowna seines Amtes enthoben und der Veruntreuung bezichtigt, beteiligte er sich an dem Umsturz den Elisabeth Petrowna auf dem Thron verhalfen. 1751 quittierte er aus Altersgründen seinen Dienst und zog sich auf sein Landgut zurück. Weder sein Geburtsort- und Datum noch sein Sterbeort- und Datum sind in den Quellen überliefert.

## Familie
Wassili Fjodorowitsch Saltykow war mit Anna Borissowna Dolgorukowa (* 1688) und Marija Alexejewna Golizyna (* 1701) verheiratet. Seine Kinder waren u. a.:
- Agrafena Wassiljewna Saltykowa (* 1709)
- Pjotr Wassiljewitsch Saltykow (* 1724)
- Sergei Wassiljewitsch Saltykow (1726–1765)
- Marija Wassiljewna Saltykowa (* 1728)
- Anna Wassiljewna Saltykowa (* 1729)
- Jekaterina Wassiljewna Saltykowa (* 1732)